# Джаве, Флорис
Флорис Джаве (фр. Floriss Djave; род. 29 июля 2003, Ламбарене) — габонский футболист, вингер.

## Карьера

### «Арис» Лимасол

#### Начало карьеры
Первым профессиональным клубом футболиста был «Буэнгиди», к которому футболист присоединился в 2018 году. В апреле 2021 года футболист перешёл в малийский клуб «Джолиба». В феврале 2022 года футболист на правах свободного агента присоединился к лимасольскому «Арису». Дебютировал за клуб футболист 5 марта 2022 года в матче против клуба АПОЭЛ, выйдя на замену на 79 минуте. Дебютным забитым голом за клуб футболист отличился 20 марта 2022 года в матче против клуба АЕК. На протяжении сезона футболист выступал за клуб в роли одного из основных игроков, чередуя матчи в стартовом составе и со скамейки запасных, отличившись своим единственным забитым голом. По итогу сезона футболист вместе с клубом завершил чемпионат на итоговом четвёртом месте.

#### Сезон 2022/23
В июле 2022 года футболист вместе с клубом отправился на квалификационные матчи Лиги конференций УЕФА, где по сумме встреч уступили азербайджанскому «Нефтчи», а сам футболист на поле так и не вышел. Первый матч в новом сезоне футболист сыграл 28 августа 2022 года против лимасольского клуба АЕЛ, выйдя на замену в начале второго тайма. Первым результативным действием за клуб футболист отличился 2 сентября 2022 года в матче против никосийского «Олимпиакоса», отдав голевую передачу. Первым в сезоне забитым голом футболист отличился 17 октября 2022 года в матче против лимасольского «Аполлона». За первую половину сезона футболист успел отличился за клуб забитым голом и результативной передачей в рамках кипрского чемпионата.

#### Аренда в «Эносис»
В январе 2023 года футболист на правах арендного соглашения присоединился к кипрскому клубу «Эносис» до конца сезона. Дебютировал за клуб футболист 4 февраля 2023 ода в матче против никосийского «Олимпиакоса», выйдя на замену в начале второго тайма. Дебютным забитым голом за клуб футболист отличился 26 февраля 2023 года в матче против клуба «Акритас Хлоракас», также отличившись и результативной передачей. Однако закрепиться в основной команде клуба у футболиста не вышло, выбыв из распоряжения клуба в апреле 2023 года. Всего за клуб футболист отличился своими единственным забитым голом и результативной передачей. По итогу сезона футболист вместе с клубом вылетел во Второй дивизион. По окончании срока арендного соглашения футболист покинул клуб.

### РФС
В июле 2023 года футболист перешёл в латвийский клуб РФС, с которым заключил трёхлетний контракт. Дебютировал за клуб футболист 13 августа 2023 года в матче против клуба «Супер Нова», выйдя на замену на 58 минуте. Дебютным забитым голом за клуб футболист отличился 20 августа 2023 года в матче Кубка Латвии против клуба «Албертс». Также футболист на протяжении сезона привлекался к матчам со второй командой латвийского клуба. В сентябре 2023 года футболист выбыл из распоряжения клуба до коцна сезона, успев отличиться своим единственным забитым голом. По итогу сезона футболист вместе с клубом стал серебряным призёром Кубка Латвии и победителем чемпионата. По окончании сезона футболист покинул клуб, расторгнув контракт по соглашению сторон.

### «Иберия 1999»
В марте 2024 года футболист на правах свободного агента присоединился к грузинскому клубу «Иберия 1999». Дебютировал за клуб футболист 29 марта 2024 года в матче против клуба «Дила», выйдя на замену в начале второго тайма. Первым результативным действием за клуб футболист отличился 2 апреля 2024 года в матче против батумского «Динамо», отдав голевую передачу. Дебютным забитым голом за клуб футболист отличился 6 апреля 2024 года в матче против клуба «Колхети-1913». В июле 2024 года футболист вместе с клубом отправился на квалификационные матчи Лиги конференций УЕФА. Первый матч в рамках еврокубкового турнира футболист сыграл 25 июля 2024 года против албанского клуба «Партизани», выйдя на замену на 97 минуте. Вместе с клубом футболист стал победителем чемпионата. По окончании сезона футболист покинул грузинский клуб.

## Международная карьера
В марте 2023 года Федерация футбола Камеруна подала жалобу КАФ в связи с тем, что по их данным габонский футболист на самом деле 1997 года рождения с фамилией Нджаве. В мае 2023 года КАФ вынесла вердикт в пользу Камеруна, дисквалифицировав габонскую сборную. Однако позже дисквалификация была снята. В июне 2023 года футболист вместе с молодёжной сборной Габона до 23 лет отправился на основной этап молодёжного Кубка африканских наций. Первый матч на турнире сыграл 25 июня 2023 года против сборной Мали. По итогу группового этапа вместе со сборной занял последнее место и покинул турнир.

## Достижения
РФС
- Чемпион Латвии: 2023

«Иберия 1999»
- Чемпион Грузии: 2024